# Sustinente
Sustinente é uma comuna italiana da região da Lombardia, província de Mântua, com cerca de 2.265 habitantes. Estende-se por uma área de 26 km², tendo uma densidade populacional de 87 hab/km². Faz fronteira com Bagnolo San Vito, Gazzo Veronese (VR), Quingentole, Quistello, Roncoferraro, San Benedetto Po, Serravalle a Po, Villimpenta.

## Demografia
| Variação demográfica do município entre 1861 e 2011                               |
|                                                                                   |
| Fonte: Istituto Nazionale di Statistica (ISTAT) - Elaboração gráfica da Wikipedia |